# Junqueira (Vila do Conde)
Junqueira es una freguesia portuguesa del municipio de Vila do Conde, con 7,25 km² de superficie y aprox. 3000 habitantes (2001). Su densidad de población es de 308,1 hab/km².